# باربل کوستر
باربل کوستر (آلمانی: Bärbel Köster؛ زادهٔ ۲۶ مهٔ ۱۹۵۷) قایقران کانو اهل آلمان شرقی بود.